# John Mensah
John Mensah, född 29 november 1982 i Obuasi, är en ghanansk fotbollsspelare (försvarare). 
Han var säsongerna 2009/2010 och 2010/2011 utlånad till Sunderland. Han var med i Ghanas trupp i Fotbolls-VM 2010.